# Hénin-Beaumont
Pour les articles homonymes, voir Henin et Beaumont.
Hénin-Beaumont est une commune française située dans le département du Pas-de-Calais en région Hauts-de-France.
La commune résulte de la fusion d'Hénin-Liétard et de Beaumont-en-Artois en 1971.
Peuplée en 2022 de 25 764 habitants, c'est la 6e ville du département et la 24e de la région. Hénin-Beaumont est le siège de la communauté d'agglomération Hénin-Carvin qui regroupe 14 communes, soit 126 840 habitants en 2021, mais est directement sous l'influence des villes de Lens et Douai, entre lesquelles elle est située, appartenant ainsi à l'unité urbaine de Douai-Lens, agglomération de 67 communes formant le pôle urbain de l'aire urbaine de Douai-Lens, duquel elle est l'une des quatre villes-centres.
Avec sept charbonnages sur son territoire, quelques terrils et plusieurs centaines de maisons des mines, la commune conserve d'importantes traces de son passé industriel (cf. époque contemporaine).

## Géographie

### Localisation
Localisée dans le sud-est du département du Pas-de-Calais et limitrophe du département du Nord, la commune d'Hénin-Beaumont se situe dans la Gohelle et comme toutes les villes de la communauté d'agglomération Hénin-Carvin, elle fait partie du bassin minier du Nord-Pas-de-Calais. Lille est à 30 kilomètres, Arras à 20, Douai et Lens à 10.
Le territoire de la commune est limitrophe de ceux de onze communes, dont une, Esquerchin, située dans le département du Nord.
Les communes limitrophes sont Courrières, Quiéry-la-Motte, Izel-lès-Équerchin, Montigny-en-Gohelle, Noyelles-Godault, Oignies, Rouvroy, Esquerchin, Billy-Montigny, Dourges et Drocourt.

### Géologie et relief
La superficie de la commune est de 20,72 km2. L'altitude naturelle varie de 23 mètres au nord à 65 mètres au sud. Les terrils culminent cependant à 115 mètres et 77 mètres, et le Haut-Bois du Bois à 74 mètres.

### Hydrographie
Le territoire de la commune est situé dans le bassin Artois-Picardie.
La partie nord de la commune, basse, est traversée par le canal de la Deûle à son extrémité, ainsi que par un bras de ce canal. La station d'épuration se situe au croisement de ces deux cours d'eau. Cette zone touche plusieurs anciens marais : le grand marais (Courrières), le marais de Labiette, le marais de Dourges, le marais de Bourcheuil (Dourges). Autrefois la ville était traversé par un cours d'eau : l'Eurin. Ce cours d'eau prend sa source dans les environs de la mairie pour finir sa course lente dans la Deûle. Canalisé en sous sol, il n'est visible qu'à partir de la route reliant le hameau Bourcheuil à Courrières.

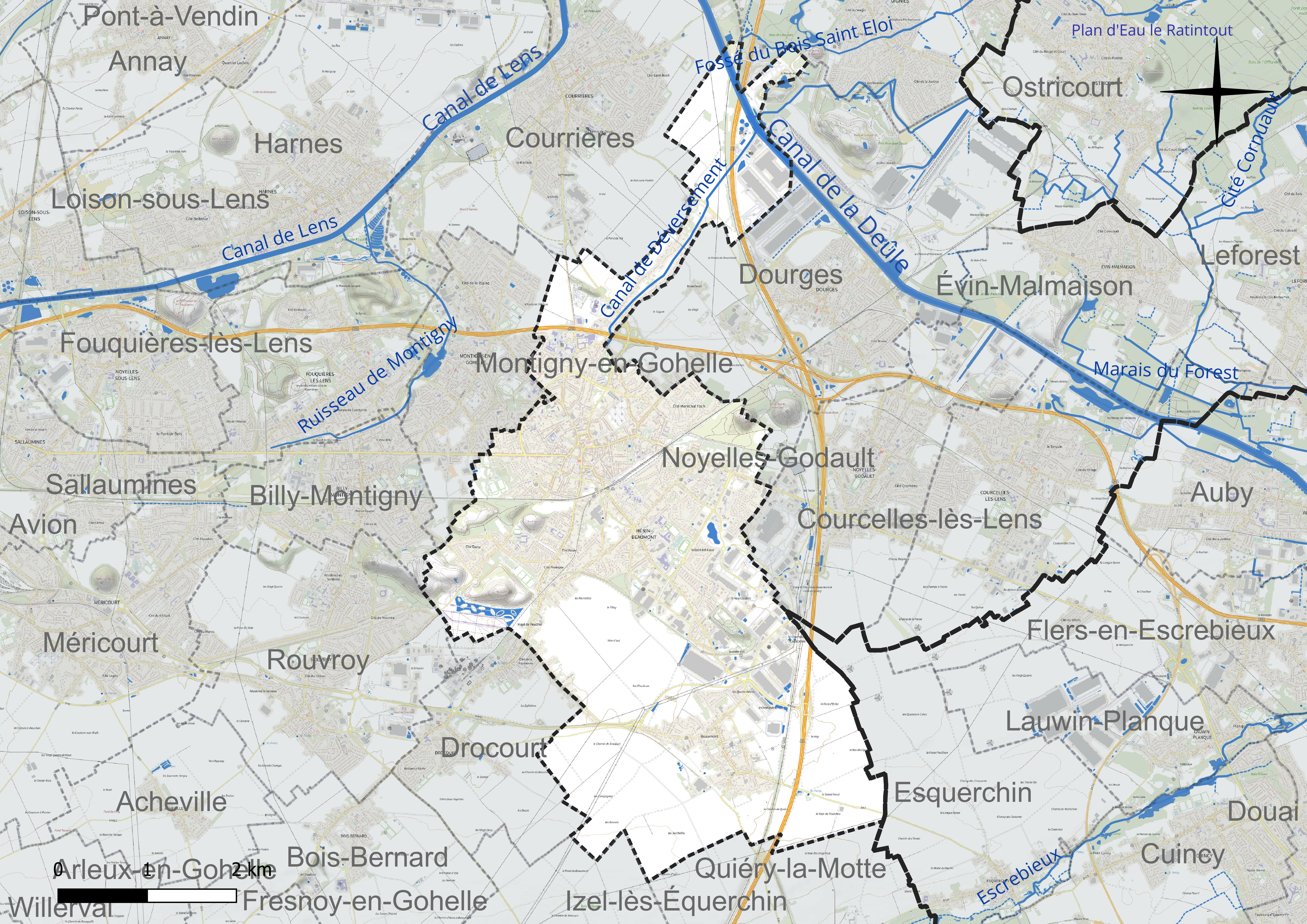
Réseau hydrographique d'Hénin-Beaumont.

### Climat
Pour des articles plus généraux, voir Climat des Hauts-de-France et Climat du Pas-de-Calais.
En 2010, le climat de la commune est de type climat océanique dégradé des plaines du Centre et du Nord, selon une étude du CNRS s'appuyant sur une série de données couvrant la période 1971-2000. En 2020, Météo-France publie une typologie des climats de la France métropolitaine dans laquelle la commune est exposée à un climat océanique et est dans la région climatique Nord-est du bassin Parisien, caractérisée par un ensoleillement médiocre, une pluviométrie moyenne régulièrement répartie au cours de l’année et un hiver froid (3 °C).
Pour la période 1971-2000, la température annuelle moyenne est de 10,5 °C, avec une amplitude thermique annuelle de 14,5 °C. Le cumul annuel moyen de précipitations est de 701 mm, avec 11,9 jours de précipitations en janvier et 9 jours en juillet. Pour la période 1991-2020, la température moyenne annuelle observée sur la station météorologique la plus proche, située sur la commune de Douai à 11 km à vol d'oiseau, est de 11,0 °C et le cumul annuel moyen de précipitations est de 729,2 mm,. Pour l'avenir, les paramètres climatiques de la commune estimés pour 2050 selon différents scénarios d'émission de gaz à effet de serre sont consultables sur un site dédié publié par Météo-France en novembre 2022.

### Milieux naturels et biodiversité
Pour une ville de l'ancien bassin minier du Nord-Pas-de-Calais, les terrils y sont implantés. On peut voir le terril no 84 appelé aussi le terril Sainte-Henriette qui appartient au patrimoine historique et paysager du bassin minier. Tandis que le no 89 est seulement recensé par le schéma régional de protection des milieux et des paysages naturels.

#### Zones naturelles d'intérêt écologique, faunistique et floristique
L’inventaire des zones naturelles d'intérêt écologique, faunistique et floristique (ZNIEFF) a pour objectif de réaliser une couverture des zones les plus intéressantes sur le plan écologique, essentiellement dans la perspective d’améliorer la connaissance du patrimoine naturel national et de fournir aux différents décideurs un outil d’aide à la prise en compte de l’environnement dans l’aménagement du territoire.
Le territoire communal comprend quatre ZNIEFF de type 1 : * les terrils 84 et 205 d'Hénin-Beaumont. Ce site, situé au cœur du bassin minier, est situé au carrefour des communes de Billy-Montigny, Rouvroy et Hénin-Beaumont. Il est constitué de deux terrils (84 et 205) reliés par un fossé alimenté par les eaux de ruissellement ;
- le marais et le terril d’Oignies et le bois du Hautois, d’une superficie de 213 hectares et d'une altitude variant de 25 à 90 mètres[13] ;
- les terrils 85 et 89 d'Hénin-Beaumont, d’une superficie de 37 hectares et d'une altitude variant de 0  à   37 mètres[14] ;
- les terrils 87 et 92 de Dourges et d’Hénin-Beaumont, d’une superficie de 75 hectares et d'une altitude variant de 29  à   125 mètres. Ces deux terrils, bordant les autoroutes A1 et A21, proviennent de l’activité de la fosse n°2 dite « Fosse Sainte-Henriette », et présentent un faible taux de végétalisation et la quasi-absence de boisements[15].

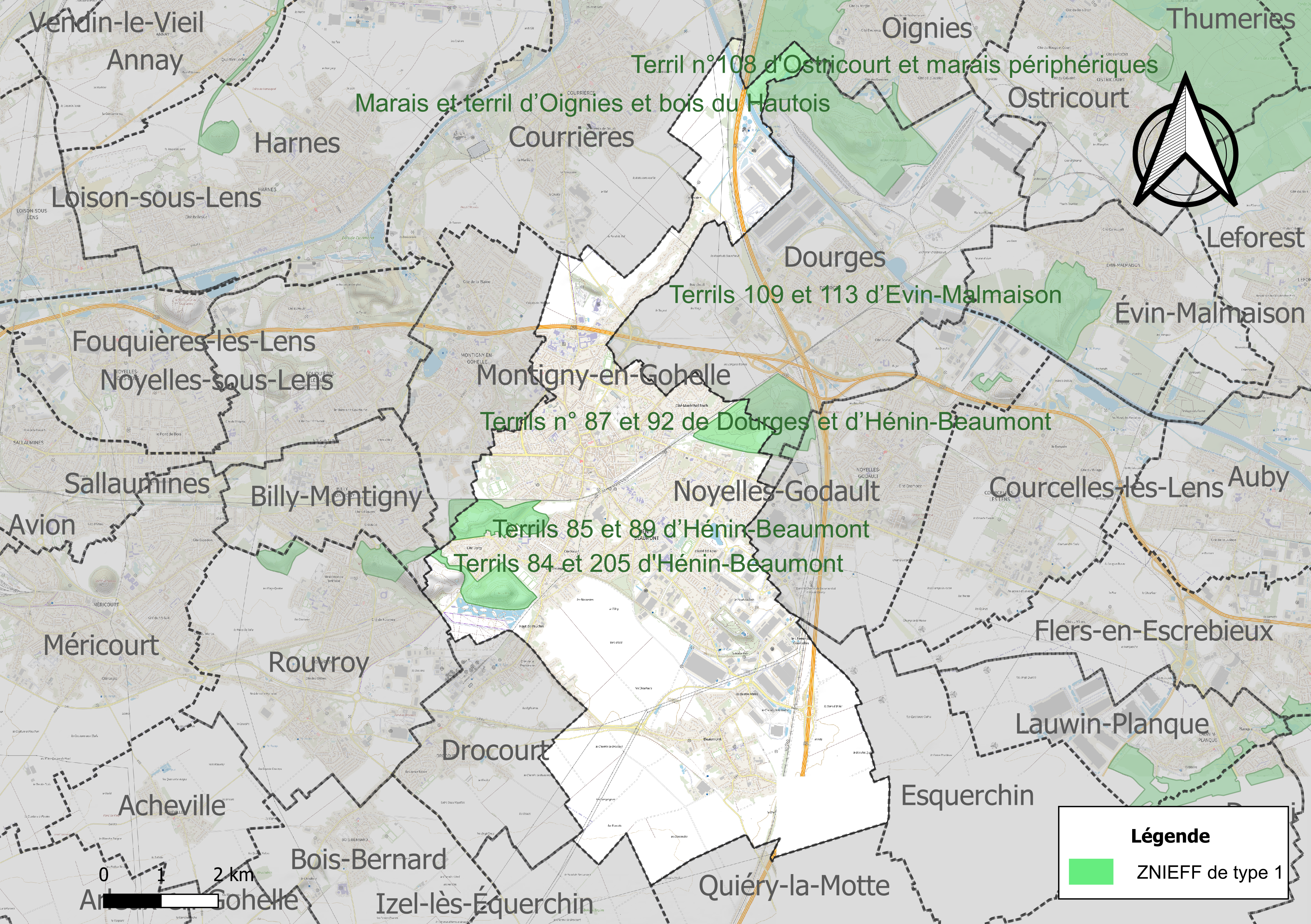
Carte des ZNIEFF sur la commune.

#### Espèces faunistiques et floristiques
Le site de l’Inventaire national du patrimoine naturel (INPN) recense plusieurs espèces faunistiques et floristiques sur le territoire de la commune dont certaines sont protégées et d’autres menacées et quasi-menacées.

## Urbanisme

### Typologie
Au 1er janvier 2024, Hénin-Beaumont est catégorisée grand centre urbain, selon la nouvelle grille communale de densité à sept niveaux définie par l'Insee en 2022.
Elle appartient à l'unité urbaine de Douai-Lens, une agglomération inter-départementale regroupant 67 communes, dont elle est ville-centre,,. Par ailleurs la commune fait partie de l'aire d'attraction de Lens - Liévin, dont elle est une commune du pôle principal,. Cette aire, qui regroupe 50 communes, est catégorisée dans les aires de 200 000 à moins de 700 000 habitants,.

### Occupation des sols
L'occupation des sols de la commune, telle qu'elle ressort de la base de données européenne d’occupation biophysique des sols Corine Land Cover (CLC), est marquée par l'importance des territoires artificialisés (61,7 % en 2018), en augmentation par rapport à 1990 (44,4 %). La répartition détaillée en 2018 est la suivante : zones urbanisées (34,3 %), terres arables (34,1 %), zones industrielles ou commerciales et réseaux de communication (21,8 %), mines, décharges et chantiers (3,6 %), zones agricoles hétérogènes (2,3 %), espaces verts artificialisés, non agricoles (2,1 %), milieux à végétation arbustive et/ou herbacée (1,8 %). L'évolution de l’occupation des sols de la commune et de ses infrastructures peut être observée sur les différentes représentations cartographiques du territoire : la carte de Cassini (XVIIIe siècle), la carte d'état-major (1820-1866) et les cartes ou photos aériennes de l'IGN pour la période actuelle (1950 à aujourd'hui).

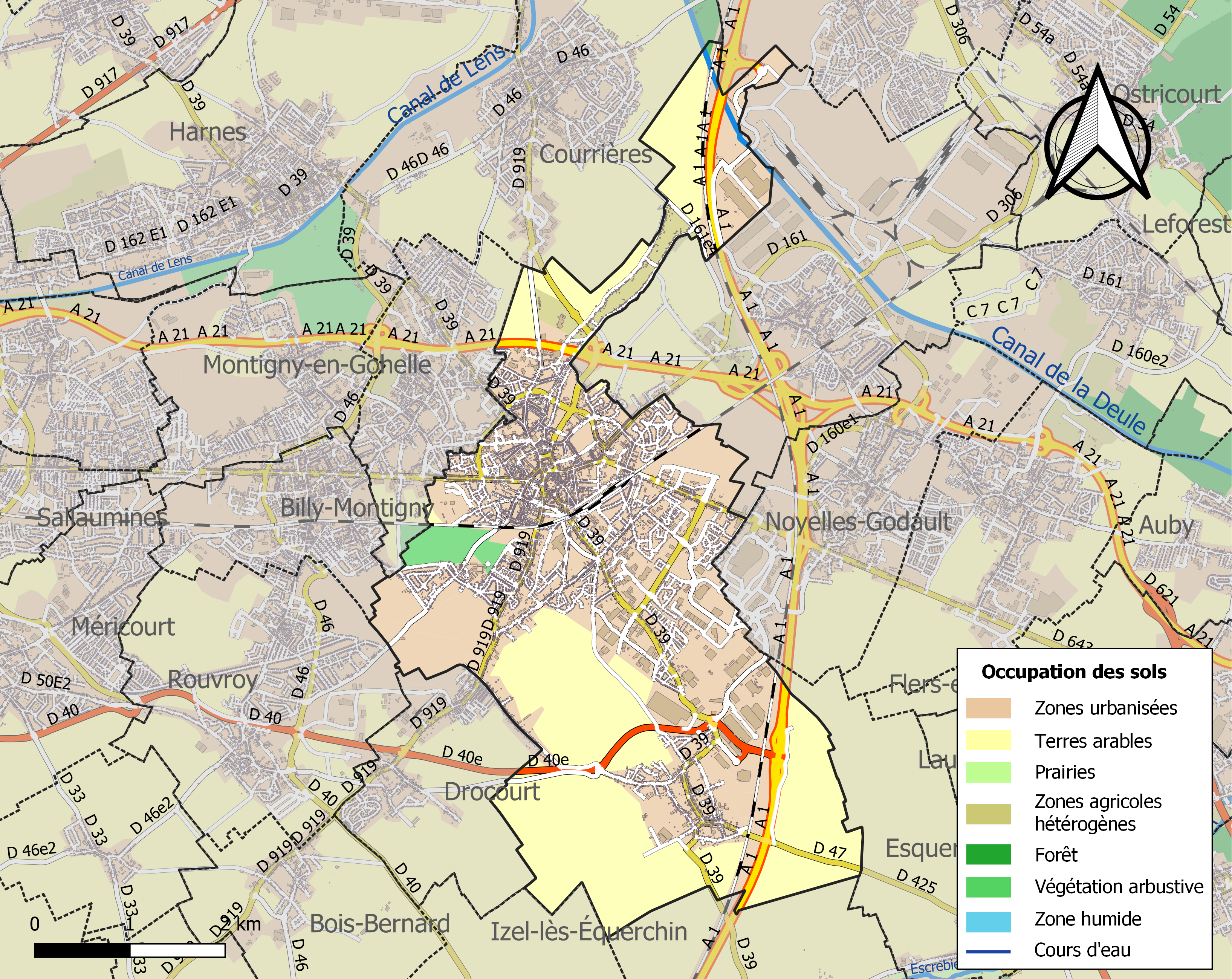
Carte des infrastructures et de l'occupation des sols de la commune en 2018 (CLC).

### Morphologie urbaine
La ville comporte officiellement quatre quartiers, nommés récemment ainsi par la municipalité :
- le quartier Nord-Ouest délimité par la rocade minière au nord-ouest, le boulevard Salvador-Allende et la rue du Maréchal-Juin au sud et la rue La Bruyère et le chemin de Dourges à l'est[22], il correspond aux sites de la cité Foch et de la cité Kennedy ;
- le quartier Est délimité par le chemin de Dourges, la rue La Bruyère, la rue de l'Industrie et la rue Paul-Bert à l'ouest, la ville de Drocourt au sud et le quartier de la Peupleraie et le Bord-des-Eaux à l'est[23] ;
- le quartier Sud délimité par le boulevard du Maréchal-Juin au nord, la rue Paul-Bert à l’est et la D 943 soit les boulevards Salvador-Allende et Gabriel-Péri à l’ouest[24], il correspond en partie à la cité Darcy ;
- Beaumont, qui, comme son nom l'indique, correspond à l'ancien village de Beaumont-en-Artois.

Cependant, de manière non officielle, les habitants d'Hénin-Beaumont préfèrent nommer leurs quartiers comme autrefois d'après les anciens sites miniers, dont certains sont protégés au niveau architectural, comme la cité Darcy et la cité Foch. Les autres quartiers sont le Ponchelet, les Bouviers, le Champ de l'Abbaye, Kennedy, Beaumont (ancien village), et bien sûr le centre-ville.  Macé-Darcy, Ponchelet-Kennedy et la ZAC des deux villes sont classés quartiers prioritaires, avec 4 417 habitants au total. 

### Habitat et logement
En 2019, le nombre total de logements dans la commune était de 12 474, alors qu'il était de 12 039 en 2014 et de 11 099 en 2009.
Parmi ces logements, 89,6 % étaient des résidences principales, 0,4 % des résidences secondaires et 10 % des logements vacants. Ces logements étaient pour 70,9 % d'entre eux des maisons individuelles et pour 28,9 % des appartements.
Le tableau ci-dessous présente la typologie des logements à Hénin-Beaumont en 2019 en comparaison avec celle du Pas-de-Calais et de la France entière. Une caractéristique marquante du parc de logements est ainsi une proportion de résidences secondaires et logements occasionnels (0,4 %) inférieure à celle du département (6,4 %) mais supérieure à celle de la France entière (9,7 %). Concernant le statut d'occupation de ces logements, 48,4 % des habitants de la commune sont propriétaires de leur logement (48,6 % en 2014), contre 57,8 % pour le Pas-de-Calais et 57,5 pour la France entière.
| Typologie                                               | Hénin-Beaumont | Pas-de-Calais | France entière |
| ------------------------------------------------------- | -------------- | ------------- | -------------- |
| Résidences principales (en %)                           | 89,6           | 85,9          | 82,1           |
| Résidences secondaires et logements occasionnels (en %) | 0,4            | 6,4           | 9,7            |
| Logements vacants (en %)                                | 10             | 7,7           | 8,2            |

En 2014, un tiers des habitants de la ville vivent dans des quartiers dits « prioritaires » et 23 % des foyers vivent du RSA.

### Planification de l'aménagement
La ville est concernée par un plan climat-air-énergie territorial (PCAET) et par le schéma de cohérence territoriale (SCOT) de Lens-Liévin et d'Hénin-Carvin.

### Voies de communication et transport

#### Voies de communication
La commune est desservie par l'A1, sortie no 16.1, construite en 2003 pour faciliter l'accès aux zones logistiques et commerciales proches, et par l'A21, sortie no 16.
La commune est desservie par sept routes du réseau départemental :
- l'ancienne route nationale 319, devenue RD 919, qui connecte Drocourt et Courrières ;
- le tracé initial de la route nationale 43; actuelle RD 643, qui connecte Douai à Lens ;
- la RD 39 qui connecte Montigny-en-Gohelle et Quiéry-la-Motte ;
- la RD 161 qui connecte Dourges ainsi que la plate-forme Delta 3 ;
- la RD 161e4 qui connecte le Chemin de Jérusalem avec Courrières et Dourges ;
- la RD 40e, voie rapide, qui connecte l'A1, Drocourt et Rouvroy ;
- la RD 47 qui connecte Esquerchin dans le Nord.

#### Transport en commun
La Gare d'Hénin-Beaumont est à une demi-heure de Lille, 1 h 35 de Paris, 2 h de Bruxelles et par l'Eurostar à 2 h 18 de Londres.
La Ligne grande vitesse Nord traverse la ville mais il n'y a pas de gare et il faut aller à Lens, Arras, Douai ou Lille pour prendre un TGV.
Pour les transports urbains, le réseau d'autobus de Lens-Béthune Tadao assure la desserte vers Lens/Liévin par la ligne spéciale buLLe1.
La commune était située sur la ligne d'Hénin-Beaumont à Bauvin - Provin, une ancienne ligne de chemin de fer qui reliait, de 1879 à 1970, Hénin-Beaumont (Pas-de-Calais) à Bauvin (Nord).

## Toponymie
La commune résulte de la fusion d’Hénin-Liétard et de Beaumont-en-Artois en 1971.
Hénin est attesté sous les formes Hennium (964) ; Henninium (966) ; Heninium (955-981) ; Henim (1040) ; Hinniacum Lethardi, Hinniacum (1123) ; Henniacum (1142) ; Sanctus Martinus de Henain (1146) ; Hennin (XIIe siècle) ; Hanninum (1202) ; Hingniacum (1242) ; Héning (1243) ; Aenin (1248) ; Hanin (vers 1250) ; Hynniacum (1260) ; Hyniacum (1269) ; Hanin-le-Liétart (1274) ; Letardi Hiniacum (1287) ; Hénin-Létart (1290) ; Hennyn (XIIIe siècle) ; Hanyn-Lietard (1302) ; Hénin-Lieutard (1302) ; Hennin-Lietart (1337) ; Hennin (1340) ; Henniliétart (XIVe siècle) ; Hainin-Liétart (1501) ; Hényn-Liétard (1507) ; Hénin-Liétard (1611) ; Hénin-l’Humanité (1792).
Il s'agit d'une formation toponymique médiévale basée sur l'anthroponyme germanique Henno, suivi du suffixe -inum.
On ajouta Liétard en souvenir du seigneur, soit en reconnaissance des services rendus à la ville pour ses fortifications, soit tout simplement pour la distinguer d'Hénin-sur-Cojeul, à 30 kilomètres de là.
Beaumont est attesté sous les formes Belmont (1191) ; Bellus mons (1213) ; Bellomuns (1255) ; Bellus mons versus Héning (1260) ; Biaumont (1270) ; Biemont (1272) ; De Montebello (XIIIe siècle) ; Byaumont (1333).
Durant la Révolution française, la commune d'Hénin-Liétard porte le nom de L'Humanité.
En flamand, la ville s'appelle Henen-Schoonberg.

## Histoire

### Antiquité
Le site a été très tôt occupé : l'existence d'un village gaulois prospère est attestée par les fouilles. Au XIXe siècle furent retrouvées de nombreuses monnaies sur les bords du marais, attestant la venue de populations celte et germano-belge.

### Temps modernes
Le 7 septembre 1579, la ville d’Hénin-Liétard est érigée en comté, avec adjonction de la baillie et fief de Gouy-Servain, au bénéfice d'Oudard de Bournonville, chevalier, baron de Barlin et Houllefort, seigneur de Capres, Divion, Ranchicourt, Tournes, Bandas, du Maisnil, gentilhomme de la bouche du roi (maître d'hôtel du roi), chef d'une bande d'hommes d'armes, gouverneur et capitaine des ville et cité d'Arras, capitaine d'une compagnie de chevau-légers.

### Époque contemporaine
Dans La Voix des verriers : organe de la Fédération française des travailleurs du verre, Raoul Hancart parle de la verrerie Beauvois à Hénin

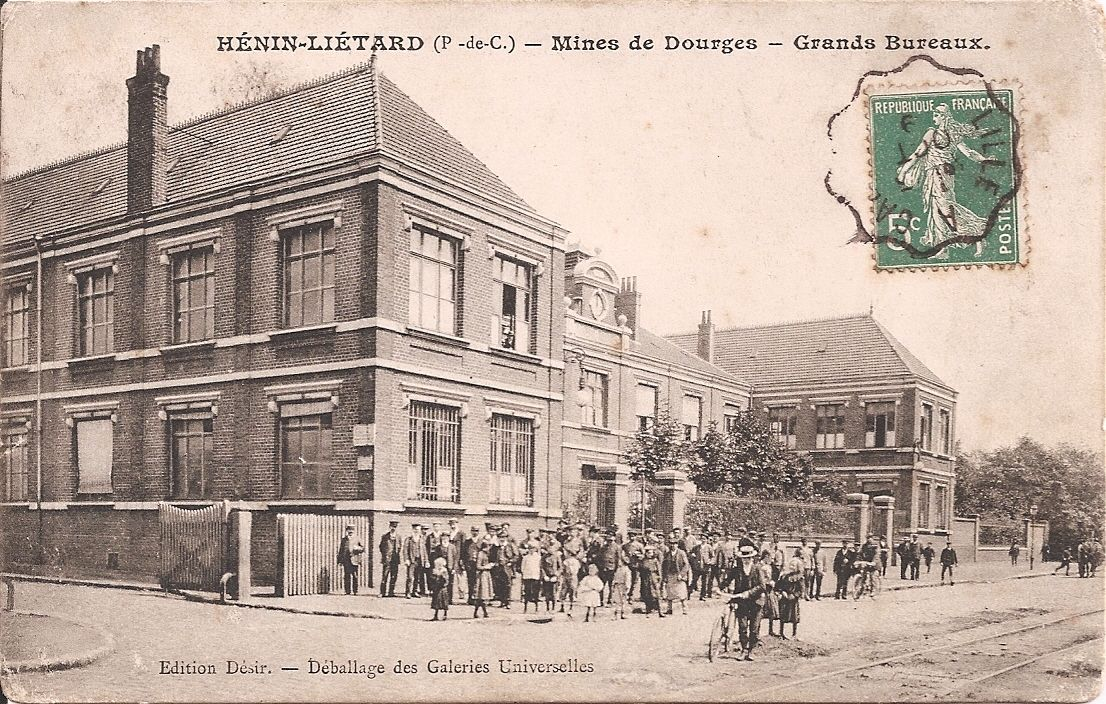
Grands bureaux de la Compagnie des mines de Dourges vers 1905.

En 1852, la découverte de la houille dans le bassin minier du Nord-Pas-de-Calais fait entrer Hénin-Liétard dans la modernité. À partir de 1856, de nombreux étrangers viennent à Henin-Liétard travailler dans les mines.
La compagnie des chemins de fer du Nord fait construire la gare de Hénin-Liétard sur les lignes de Lens à Ostricourt et d'Hénin-Beaumont à Bauvin - Provin en 1859.

#### XXesiècle
Au début du XXe siècle, la ville devient un bastion du jeune syndicat de Benoît Broutchoux.
Lors de la Première Guerre mondiale, l'occupation allemande est dure et destructrice. Dans la nuit du 3 au 4 octobre 1914, les occupants procèdent au pillage et au saccage de la maison communale. En avril 1917, cette dernière subit l'acharnement des alliés à vouloir déloger l'occupant, il n'en restera bientôt plus que les murs. L'évacuation totale de la commune est effective le 26 avril 1917. Vers le 18 octobre 1918 (non certifié par l'absence de témoins), les Allemands font exploser l'église Saint-Martin avant de quitter la ville. Après la signature de l'Armistice, les premiers habitants seront notés de retour le 2 décembre 1918.
La commune est décorée de la croix de guerre 1914-1918 par décret du 25 septembre 1920, distinction également attribuée à 276 autres communes du Pas-de-Calais.

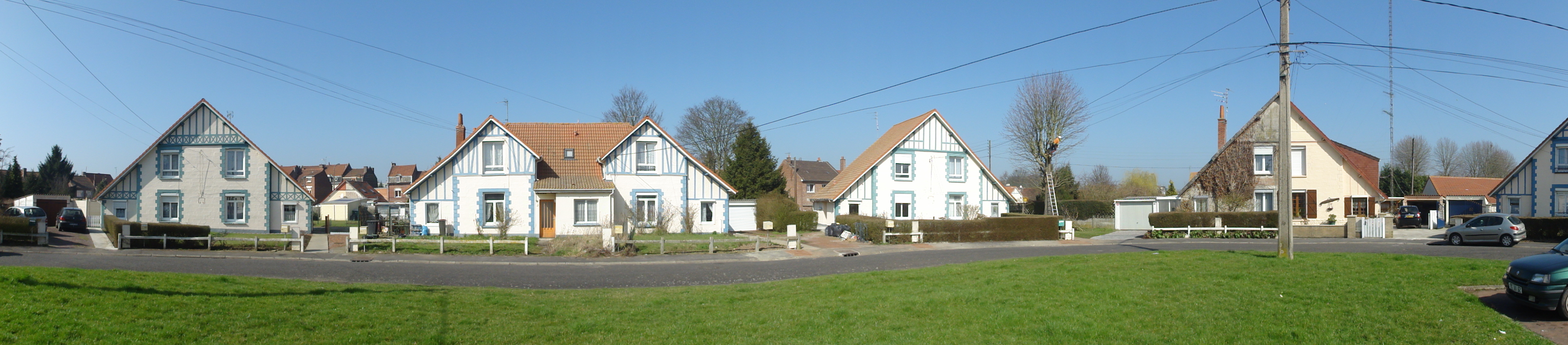
La cité Foch de la fosse no 2 - 2 bis.

Durant l'entre-deux-guerres, Hénin-Liétard se reconstruit peu à peu sous l'impulsion du maire Adolphe Charlon (SFIO), qui sera constamment réélu jusqu'à sa démission en 1940. L'hôtel de ville est reconstruit en 1925. La Compagnie des mines de Dourges fait édifier l'église Sainte-Marie en 1928 pour les mineurs de la cité Foch. L'église Saint-Martin est reconstruite en style gréco-byzantin par l'architecte Boutterin en 1932, la nouvelle gare est inaugurée en 1933. À l'instar des affrontements politiques nationaux, la ville connait également des moments houleux : le 11 avril 1930, des socialistes s'opposent à des royalistes qui avaient organisé une réunion politique. Les Camelots du roi royalistes tirent sur les socialistes qui avaient forcé l'entrée de la salle et Joseph Fontaine, mineur et militant communiste, est tué.
Libérée par les Alliés en septembre 1944, la ville est d'abord dirigée par le communiste Nestor Calonne de mai 1945 à octobre 1947. Le socialiste Fernand Darchicourt est élu maire d'Hénin-Liétard en 1953. C'est un autre socialiste, Jacques Piette, qui lui succède. Après la fermeture du dernier puits de mine en octobre 1970, Jacques Piette doit négocier la difficile transition d'Hénin-Liétard d'une ville minière à une ville tournée vers le commerce et les services. Il mène à bien la fusion d'Hénin-Liétard et de Beaumont-en-Artois, qui permet à la ville de se doter d'une vaste zone commerciale dans le secteur du Bord des Eaux, le centre commercial de Noyelle avec l'enseigne Auchan. Dès lors, le centre-ville ne cesse de se vider de ses commerçants.
Frappée par la fermeture de l’usine voisine de Metaleurop en 2003 et celle de Samsonite en 2007, Hénin-Beaumont est dirigée depuis l’élection municipale de 2001 par Gérard Dalongeville, ex-directeur de cabinet de Pierre Darchicourt. En 2007, au second tour des élections législatives, Marine Le Pen, affronte le député-maire de Courrières Albert Facon, et obtient 45 % des voix à Hénin-Beaumont. Infiltré dans l’équipe de campagne de Steeve Briois, le chercheur en sciences politiques Djamel Mermat estime qu'en 2008, le FN a 130 et 140 adhérents à Hénin-Beaumont. Gérard Dalongeville obtient l’investiture du Parti socialiste pour les municipales et François Hollande, premier secrétaire du PS, vient lui apporter son soutien. Il réussit à se faire réélire, avec au premier tour 43 % des voix contre 28 % pour Steeve Briois, mais Marine Le Pen intègre le conseil municipal et en 7 ans, le FN est passé de 1999 voix à 3650 voix soit dix points de plus.
Dans cette ville, l’ex-maire Gérard Dalongeville, dont la « gestion calamiteuse » a entraîné une hausse de 85 % des impôts, est mis en examen pour détournement de fonds en 2009, à Liévin, un autre élu socialiste, le député-maire Jean-Pierre Kucheida est visé par une enquête sur l’utilisation frauduleuse d’une carte bleue de la société gestionnaire des anciens logements miniers, créant le sentiment que « dans la région, les affaires gangrènent les fédérations socialistes ». Albert Facon, député sortant, s'oppose à son ex-assistant parlementaire Jean-Pierre Corbisez, devenu maire d'Oignies et qui l'a évincé en 2008 de la présidence de la communauté d'agglomération, tandis que Philippe Kemel, maire de Carvin, se lance aussi dans la bataille de la primaire militante. Par la suite, conquise dès le premier tour des municipales de 2014 par Steeve Briois, Hénin-Beaumont deviendra une « vitrine du frontisme municipal ».

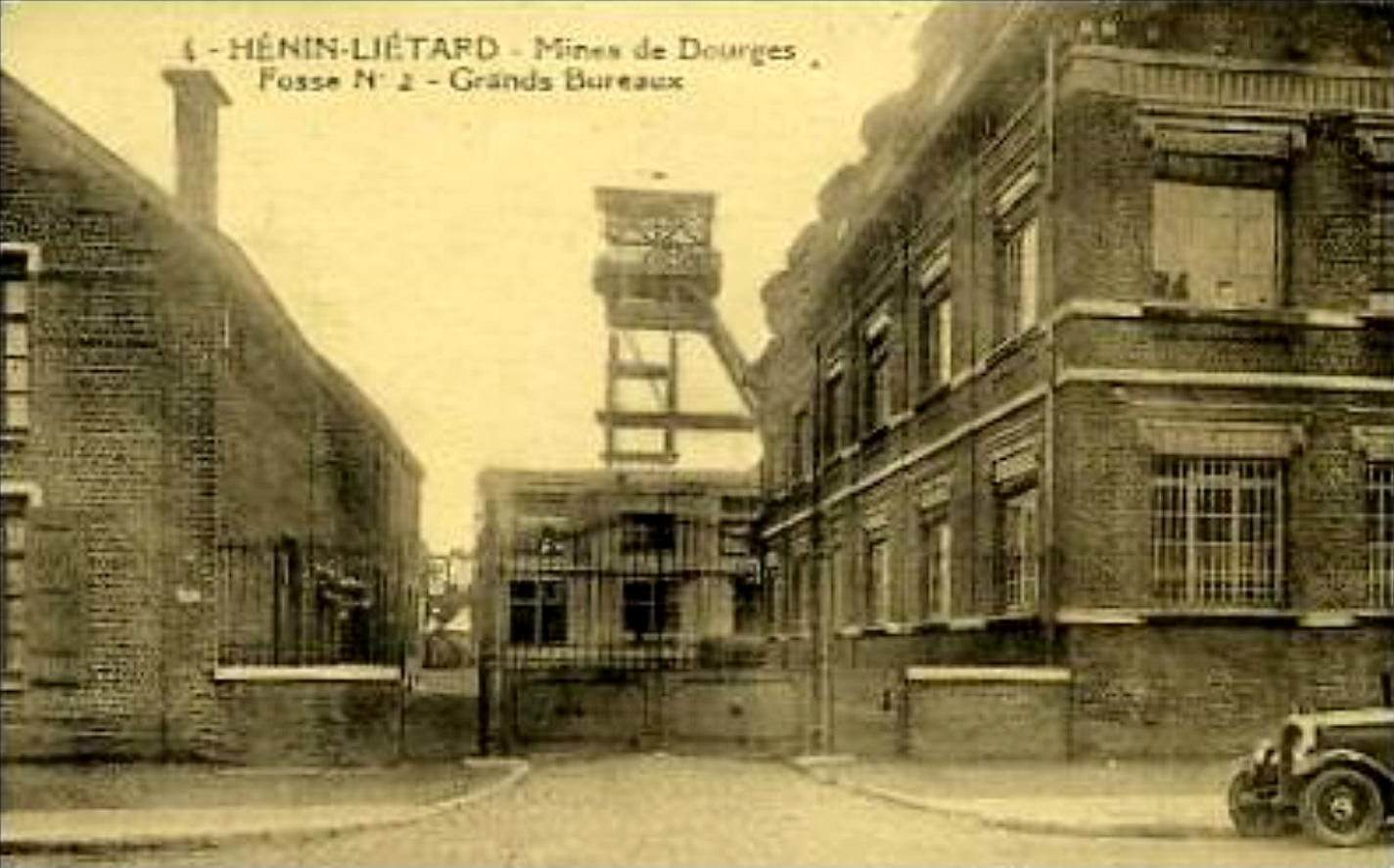
La fosse no 2 - 2 bis reconstruite après guerre.

### Grève des mineurs de mai-juin 1941
C'est dans la commune de Montigny-en-Gohelle, dans le Pas-de-Calais, à la fosse 7 de la Compagnie des mines de Dourges, que la grève patriotique des cent mille mineurs du Nord-Pas-de-Calais en mai-juin 1941 démarre, avec Émilienne Mopty (1907-1943) et Michel Brulé (1912-1942), privant les Allemands de 93 000 tonnes de charbon pendant près de deux semaines.
C'est l'un des premiers actes de résistance collective à l'occupation nazie en France et le plus important en nombre, qui se solda par 414 arrestations en trois vagues, la déportation de 270 personnes, 130 mineurs étant par ailleurs fusillés à la citadelle d'Arras.

#### XXIesiècle
La commune avec la percée du Front national depuis le début du XXIe siècle ne cesse de focaliser l'attention des médias à chaque période électorale. Elle cumule un taux de chômage élevé, une pression migratoire constante depuis les années 1990, un fort endettement ayant notamment crû dans les années 2000 et compte 23 % de foyers ne vivant que du RSA. En 2019, le taux de pauvreté atteint 23 %, nettement plus que la moyenne nationale qui s'élève à 14,6 % la même année. 
Le 30 juin 2012, 353 éléments du Bassin minier du Nord-Pas-de-Calais sont classés au patrimoine mondial de l'UNESCO au titre de « paysage culturel évolutif vivant ». Pour Hénin-Beaumont les sites 45, 46 et 48 : cité jardin Foch, les terrils no 87 et no 92 et 48, cité jardin darcy (liste des biens du bassin minier du Nord-Pas-de-Calais inscrits sur la liste du patrimoine mondial) sont retenus. Puis, en 2021, des vestiges de l'abbaye Sainte-Marie-sous-Eurin sont retrouvés, grâce au projet immobilier de la Société régionale des cités jardins. Cette dernière a entraîné des fouilles préventives. Les fouilles devaient être arrêtées en octobre 2021, mais, compte tenu de l'importance des vestiges, elles vont durer beaucoup plus longtemps.

## Politique et administration

### Rattachements administratifs et électoraux

#### Rattachements administratifs
La commune se trouve depuis 1962 dans l'arrondissement de Lens du département du Pas-de-Calais.
Elle faisait partie de 1801 à 1962 du canton de Carvin, année où elle devient le chef-lieu du canton d'Hénin-Beaumont (initialement canton d'Hénin-Liétard). Un nouveau découpage intervient en 1991 et la ville est partagée entre ce canton et le canton de Montigny-en-Gohelle. Dans le cadre du redécoupage cantonal de 2014 en France, cette circonscription administrative territoriale a disparu, et le canton n'est plus qu'une circonscription électorale.

#### Rattachements électoraux
Pour les élections départementales, la commune est depuis 2014 le bureau centralisateur des cantons d'Hénin-Beaumont-1 et Hénin-Beaumont-2.
Pour l'élection des députés, elle fait partie de la onzième circonscription du Pas-de-Calais.

### Intercommunalité
Hénin-Beaumont est le siège de la communauté d'agglomération Hénin-Carvin, un établissement public de coopération intercommunale (EPCI) à fiscalité propre créé en 2001 et auquel la commune a transféré un certain nombre de ses compétences, dans les conditions déterminées par le code général des collectivités territoriales. Cette intercommunalité succédait au district d'Hénin-Carvin est créé par arrêté préfectoral du 26 avril 1968.

### Tendances politiques et résultats
Lors du second tour de l'élection présidentielle de 2007, Ségolène Royal (PS) obtient 7 600 voix (53,55 % des suffrages exprimés), devançant ainsi le président élu Nicolas Sarkozy (UMP), qui a recueilli 6 593 voix (46,45%).
Lors de ce scrutin, 22,32 % des électeurs de la commune se sont abstenus.
Au second tour des élections municipales de 2009 à Hénin-Beaumont qui ont fait suite à la révocation du maire divers gauche, Gérard Dalongeville, la liste DVG menée par  Daniel Duquenne obtient la majorité absolue des suffrages exprimés, avec 6 054 voix (52,38 %, 27 conseillers municipaux élus), devançant de 550 voix celle FN menée par Steeve Briois — pourtant parvenu en tête du premier tour — qui a recueilli 5 504 voix (47,62 %, 8 conseillers municipaux élus).
Lors de ce scrutin, 37,62 % des électeurs se sont abstenus.
Lors du second tour de l'élection présidentielle de 2012, François Hollande (PS) obtient 7 311 voix (57,85 % des suffrages exprimés), devançant ainsi le président sortant Nicolas Sarkozy (UMP), qui a recueilli 5 327 voix (42,15 %).
Lors de ce scrutin, 26,62 % des électeurs de la commune se sont abstenus.
Lors du premier tour des élections municipales de 2014 dans le Pas-de-Calais, la liste FN menée par Steeve Briois obtient la majorité absolue des suffrages exprimés, avec 6 006 voix (50,25 %, 28 conseillers municipaux élus dont 9 communautaires), devançant très largement les listes menées respectivement par :
- Eugène Binaisse, maire sortant (PS-PCF-EELV, 3 829 voix, 32,04 %, 6 conseillers municipaux élus dont 2 communautaires) ;
- Gérard Dalongeville, ancien maire (DVG, 1 167 voix, 9,76 %, 1 conseiller municipal élu)

Deux autres listes, MRC et UMP, ont également obtenu 4,05 % et 3,88 %, mais n'ont pas eu d'élus, lors de ce scrutin où 35,41 % des électeurs se sont abstenus.
Lors du second tour de l'élection présidentielle de 2017, Marine Le Pen (RN), ancienne conseillère municipale d'Hénin-Beaumont, obtient 7 612 voix (61,56 % des suffrages exprimés), devançant ainsi le président élu Emmanuel Macron (EM), qui a recueilli 4 754 voix (38,44 %).
Lors de ce scrutin, 26,96 % des électeurs de la commune se sont abstenus.
Lors du premier tour des élections municipales de 2020 dans le Pas-de-Calais, la liste RN menée par le maire sortant Steeve Briois remporte la majorité absolue des suffrages exprimés, avec 5 750 voix (74,21 %, 31 conseillers municipaux élus dont 11 communautaires), devançant celles menées respectivement par :
- Marine Tondelier[56] (DVG-EELV-PS-FI-PCF, 1 412 voix, 18,22 %, 3 conseillers municipaux élus dont 1 communautaire) ;
- Patrick Piret[57] (SE, 586 voix, 7,56 %, 1 conseiller municipal élu).

Lors de ce scrutin marqué par la pandémie de Covid-19 en France, 55,38 % des électeurs se sont abstenus.
Lors du second tour de l'élection présidentielle de 2022, Marine Le Pen (RN), ancienne conseillère municipale d'Hénin-Beaumont, obtient 8 487 voix (67,15 % des suffrages exprimés), devançant ainsi le président élu Emmanuel Macron (EM), qui a recueilli 4 152 voix (32,85 %).
Lors de ce scrutin, 25,91 % des électeurs de la commune se sont abstenus.

### Récapitulatif des résultats électoraux récents
| Scrutin             | 1er tour | 1er tour | 1er tour | 1er tour | 1er tour | 1er tour | 1er tour  | 1er tour  | 2d tour     | 2d tour     | 2d tour     | 2d tour     | 2d tour     | 2d tour     |
| Scrutin             | 1er      | %        | 2e       | %        | 3e       | %        | 4e        | %         | 1er         | %           | 2e          | %           | 3e          | %           |
| Municipales 2014    | FN       | 50,26    | PS       | 32,04    | DVG      | 9,77     | MRC       | 4,05      | Tour unique | Tour unique | Tour unique | Tour unique | Tour unique | Tour unique |
| Européennes 2014    | FN       | 53,49    | PS       | 9,80     | UMP      | 8,33     | FG        | 7,29      | Tour unique | Tour unique | Tour unique | Tour unique | Tour unique | Tour unique |
| Régionales 2015     | FN       | 59,36    | PS       | 14,40    | LR       | 11,26    | EELV      | 6,17      | FN          | 60,34       | LR          | 39,66       | Pas de 3e   | Pas de 3e   |
| Présidentielle 2017 | FN       | 46,50    | LFI      | 19,07    | EM       | 14,86    | LR        | 8,41      | FN          | 61,56       | EM          | 38,44       | Pas de 3e   | Pas de 3e   |
| Législatives 2017   | FN       | 55,41    | LREM     | 15,52    | LFI      | 8,94     | EELV      | 5,83      | FN          | 65,97       | LREM        | 34,03       | Pas de 3e   | Pas de 3e   |
| Européennes 2019    | RN       | 55,90    | LREM     | 10,55    | EELV     | 9,32     | LFI       | 6,10      | Tour unique | Tour unique | Tour unique | Tour unique | Tour unique | Tour unique |
| Municipales 2020    | RN       | 74,21    | DVG      | 18,22    | DIV      | 7,56     | Pas de 4e | Pas de 4e | Tour unique | Tour unique | Tour unique | Tour unique | Tour unique | Tour unique |
| Régionales 2021     | RN       | 56,29    | DVD      | 20,05    | EELV     | 12,92    | LREM      | 5,37      | RN          | 59,05       | DVD         | 25,81       | EELV        | 15,14       |
| Présidentielle 2022 | RN       | 51,32    | LFI      | 17,23    | LREM     | 16,77    | REC       | 4,41      | RN          | 67,15       | LREM        | 32,85       | Pas de 3e   | Pas de 3e   |
| Législatives 2022   | RN       | 63,49    | NUPES    | 17,56    | LREM     | 10,38    | UDI       | 2,75      | RN          | 71,86       | NUPES       | 28,14       | Pas de 3e   | Pas de 3e   |
| Européennes 2024    | RN       | 61,42    | LFI      | 8,12     | RE       | 6,65     | PS        | 6,05      | Tour unique | Tour unique | Tour unique | Tour unique | Tour unique | Tour unique |
| Législatives 2024   | RN       | 64,58    | NFP      | 21,15    | UDI      | 6,68     | LR        | 4,38      | Tour unique | Tour unique | Tour unique | Tour unique | Tour unique | Tour unique |
| ------------------- | -------- | -------- | -------- | -------- | -------- | -------- | --------- | --------- | ----------- | ----------- | ----------- | ----------- | ----------- | ----------- |

### Liste des maires
| Période          | Période                       | Identité             | Étiquette                | Qualité |
| ---------------- | ----------------------------- | -------------------- | ------------------------ | --- |
| 2 septembre 1944 | mai 1945                      | Julien Splingart     |                          | |
| mai 1945         | octobre 1947                  | Nestor Calonne,      | PCF                      | Ouvrier mineur Député du Pas-de-Calais (1945 → 1946) Sénateur du Pas-de-Calais (1946 → 1958) |
| 1947             | 1949                          | Robert Crincket      | SFIO                     | Démissionnaire |
| 1949             | novembre 1953                 | Jean Théry           |                          | Démissionnaire |
| 1953             | 1968                          | Fernand Darchicourt, | SFIO                     | Résistant, métallurgiste, ouvrier mineur, puis chef de chantier dans une entreprise de travaux publics Député du Pas-de-Calais (1958 → 1968) Conseiller général (1953 → 1959) Décédé en fonctions |
| 1969             | 1989                          | Jacques Piette,      | PS                       | Ouvrier verrier puis Inspecteur général de l'économie nationale, Conseiller d'État Conseiller général d'Hénin-Beaumont (1969 → 1985) Président du district d'Hénin-Carvin (1968 → 1989)           |
| 1989             | 2001                          | Pierre Darchicourt   | PS                       | Fonctionnaire hospitalier Conseiller régional Conseiller général d'Hénin-Beaumont (1985 → 1992) Président du district d'Hénin-Carvin (1989 → 2001)                                                |
| mars 2001        | 28 mai 2009                   | Gérard Dalongeville, | DVG / MRC puis PS et DVG | Révoqué |
| 12 juillet 2009  | mai 2010                      | Daniel Duquenne      | DVG                      | Cadre territorial Démissionnaire, puis déclaré inéligible |
| 25 mai 2010      | mars 2014                     | Eugène Binaisse      | DVG                      | Principal de collège à la retraite |
| 30 mars 2014,    | En cours (au 24 juillet 2020) | Steeve Briois        | FN → RN                  | Conseiller régional (1998 → 2015) Député européen (2014 → 2019) Vice-président du Rassemblement national (2014 → 2022)                                                                            |

### Finances communales

#### Situation financière de la commune entre 2002 et 2009
Alors que sont intervenus plusieurs avis, et un rapport d'observations définitives (public le 30 mars 2008) alarmistes de la chambre régionale des comptes sur la situation financière de la commune, une enquête préliminaire a été ouverte par le parquet de Béthune, conduisant à une « descente » de la brigade financière à la mairie d'Hénin-Beaumont, puis à la mise en détention le 9 avril 2009 de plusieurs personnes dont Gérard Dalongeville, le maire, Claude Chopin son ancien adjoint aux finances et Guy Mollet l'éditeur d'un journal gratuit diffusé dans les communes du secteur Le Journal du pays, en liquidation judiciaire.
Le 19 août 2013, Gérard Dalongeville est condamné en première instance à quatre ans de prison, dont trois ferme, et à 50 000 euros d'amende pour détournements de fonds publics. Sa condamnation est au-delà des réquisitions du ministère public, qui avait demandé le 10 juin, quatre ans de prison, dont deux ferme, et 50 000 euros d'amende. Au total, Gérard Dalongeville était poursuivi pour 18 détournements de fonds publics, 11 délits de favoritisme, 6 usages de faux et une corruption passive. Le tribunal a requalifié certains faits et l'a relaxé pour d'autres,,.

### Jumelages
La commune est jumelée avec :
| Ville | Ville           | Pays | Pays        | Période     |
| ----- | --------------- | ---- | ----------- | ----------- |
|       | Herne           |      | Allemagne   | depuis 1951 |
|       | Konin           |      | Pologne     | depuis 1993 |
|       | Rolling Meadows |      | États-Unis  | depuis 1987 |
|       | Rufisque        |      | Sénégal     | depuis 1994 |
|       | Wakefield       |      | Royaume-Uni | depuis 1991 |
|       | Wavre,          |      | Belgique    | 1965-1994   |

## Équipements et services publics

### Espaces publics
Au sud, à côté du centre commercial de Noyelles-Godault, le parc du Bord des Eaux est le seul plan d'eau de la ville.
À la suite de la fermeture de la cokerie de Drocourt, devenue une friche de 160 hectares, en 2006 la communauté d’agglomération d'Hénin-Carvin décide la création d'un parc paysager : le parc des Îles, espace d'activité de pleine nature dans un milieu naturel vivant en renouvellement permanent et d'une grande biodiversité. Ce poumon vert est situé à l'ouest de la ville, une maison de l'environnement "aquaterra" lieux d'exposition et pédagogique complète cet espace.
La commune est labellisée « 3 fleurs » au concours des villes et villages fleuris.

### Enseignement
La commune est située dans l'académie de Lille et dépend, pour les vacances scolaires, de la zone B.
La commune administre cinq écoles élémentaires : André Pantigny, Armand Fallières, Guy Mollet, Jules Michelet et Léon Blum ; six écoles maternelles : André Pantigny, Dubreucq, Edmond Michelet-Darcy, Fallières-Kennedy, Lacore-Carnot et Léon Blum ; trois écoles primaires : Achille Breuval, Bracke - Desrousseaux et Rousseau - Legrand.
Le département gère trois collèges : Gérard Philipe, Jean Macé et François Rabelais ; deux lycées : Fernand Darchicourt, Louis Pasteur et le lycée professionnel Henri Senez.
L'organisme de gestion de l'enseignement catholique (OGEC) gère l'école primaire privée Saint Louis - Ste Jeanne d'Arc.
Sur le territoire de a commune se trouve également deux instituts médicoéducatifs (IME) Georges Meilliez et L'Envol (anciennement Louise Thuliez).

### Santé
La commune dispose d'un hôpital privé ayant mission de service public : la « polyclinique d'Hénin-Beaumont » avec un service d'urgence, d'hospitalisation pour chirurgie ambulatoire, conventionnelle et de médecine de 233 lits et d'un centre hospitalier public « EPS Adolphe Charlon » qui propose des offres de moyens et longs séjours, psychiatrie et médecine.

## Population et société

### Démographie
Les habitants de la commune sont appelés les Héninois' ; ceux de l'ancienne commune de Beaumont conservent l'habitude de s'appeler Beaumontois.

#### Évolution démographique
L'évolution du nombre d'habitants est connue à travers les recensements de la population effectués dans la commune depuis 1793. Pour les communes de plus de 10 000 habitants les recensements ont lieu chaque année à la suite d'une enquête par sondage auprès d'un échantillon d'adresses représentant 8 % de leurs logements, contrairement aux autres communes qui ont un recensement réel tous les cinq ans,.

En 2022, la commune comptait 25 764 habitants, en évolution de −0,53 % par rapport à 2016 (Pas-de-Calais : −0,72 %, France hors Mayotte : +2,11 %).
| 1793 | 1800  | 1806  | 1821  | 1831  | 1836  | 1841  | 1846  | 1851  |
| ---- | ----- | ----- | ----- | ----- | ----- | ----- | ----- | ----- |
| 998  | 2 248 | 2 462 | 2 807 | 3 006 | 2 839 | 2 993 | 3 091 | 3 142 |

| 1856  | 1861  | 1866  | 1872  | 1876  | 1881  | 1886  | 1891  | 1896   |
| ----- | ----- | ----- | ----- | ----- | ----- | ----- | ----- | ------ |
| 3 280 | 3 850 | 4 561 | 5 029 | 5 491 | 6 546 | 7 848 | 9 467 | 11 984 |

| 1901   | 1906   | 1911   | 1921   | 1926   | 1931   | 1936   | 1946   | 1954   |
| ------ | ------ | ------ | ------ | ------ | ------ | ------ | ------ | ------ |
| 14 327 | 16 016 | 17 827 | 14 035 | 21 454 | 22 631 | 21 946 | 22 552 | 23 673 |

| 1962   | 1968   | 1975   | 1982   | 1990   | 1999   | 2006   | 2011   | 2016   |
| ------ | ------ | ------ | ------ | ------ | ------ | ------ | ------ | ------ |
| 25 527 | 25 067 | 26 405 | 26 037 | 26 257 | 25 178 | 25 915 | 26 868 | 25 901 |

| 2021   | 2022   | - | - | - | - | - | - | - |
| ------ | ------ | - | - | - | - | - | - | - |
| 26 035 | 25 764 | - | - | - | - | - | - | - |

#### Pyramide des âges
La population de la commune est relativement jeune.
En 2021, le taux de personnes d'un âge inférieur à 30 ans s'élève à 39,1 %, soit au-dessus de la moyenne départementale (35,9 %). À l'inverse, le taux de personnes d'âge supérieur à 60 ans est de 22,9 % la même année, alors qu'il est de 25,8 % au niveau départemental.
En 2021, la commune comptait 12 502 hommes pour 13 533 femmes, soit un taux de 51,98 % de femmes, légèrement supérieur au taux départemental (51,59 %).
Les pyramides des âges de la commune et du département s'établissent comme suit.
| Hommes | Classe d’âge | Femmes |
| ------ | ------------ | ------ |
| 0,2    | 90 ou +      | 1,8    |
| 4,3    | 75-89 ans    | 7,9    |
| 14,5   | 60-74 ans    | 16,8   |
| 19,8   | 45-59 ans    | 18,6   |
| 19,7   | 30-44 ans    | 18,1   |
| 20,4   | 15-29 ans    | 18,8   |
| 21,1   | 0-14 ans     | 18,1   |

| Hommes | Classe d’âge | Femmes |
| ------ | ------------ | ------ |
| 0,5    | 90 ou +      | 1,6    |
| 5,6    | 75-89 ans    | 8,9    |
| 16,7   | 60-74 ans    | 18,1   |
| 20,2   | 45-59 ans    | 19,2   |
| 18,9   | 30-44 ans    | 18,1   |
| 18,2   | 15-29 ans    | 16,2   |
| 19,9   | 0-14 ans     | 17,9   |

### Manifestations culturelles et festivités
- Trail du Parc des Îles, le trail aux 7 Terrils pour découvrir les sentiers et terrils de la commune.
- La Ducasse est la fête foraine de la ville qui se tient tous les ans en mai et septembre.
- Marché hebdomadaire mardi et vendredi matin.
- Plusieurs braderies (marché aux puces) entre avril et octobre animent différents quartiers de la ville.
- Marché de Noël.
- En juin, Hénin-Beaumont se met à l'heure du Moyen Âge avec les Médiévales, troubatours, chevaliers et autres mets de l'époque.
- En été à Hénin, la plage s'installe sur les rives du plan d'eau du Bord-des-Eaux avec ses animations.

### Sports et loisirs
Hénin-Beaumont possède plusieurs sites multisports : l’Atrium, l’espace François-Mitterrand ; 4 stades (Birembaut, Delabre, Delmotte, André-Limousin), 2 salles de sport Lelaure et Pantigny, d'un futur complexe aquatique et sportif "LEO LAGRANGE"; deux city stade ZAC des deux villes et Kennedy; d’un terrain d’Education canine au stade Delmotte et d'un boulodrome.
Le 16 juillet 1930, Roger Marceau, natif d'Hénin-Liétard, gagne Paris-Strasbourg à la marche : il couvre les 499 km en 69 heures 44 minutes et 44 secondes. Sa ville natale lui réserve un accueil triomphal.
Football Club féminin Hénin-Beaumont vice champion 1er division 1983 et 1988, vainqueur championnat de France D2 : 2003 et 2013
Le Cercle d'Escrime d'Hénin-Beamont (CEHB) grande renommée nationale et internationale, ce club a vu passer de nombreux champions de France, d'Europe, du monde et olympique (Jacques Dimont, Laurence Modaine-Cessac, Franck Boidin, Jérémy Cadot)

### Cultes
Culte catholique :

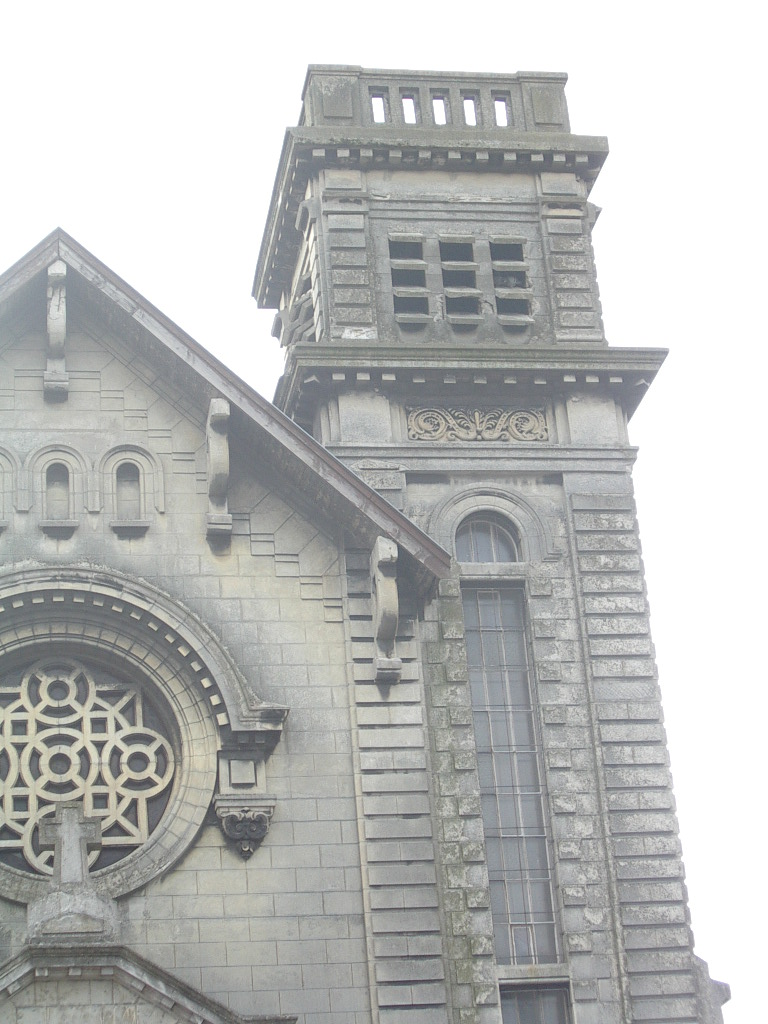
Détail de l'église Saint-Henri.

- église Saint-Martin (centre ville), édifice classé au titre des monuments historiques en 2003[99] ;
- église Saint-Henri ;
- église Sainte-Marie (démolie en 2006, le culte se tient désormais dans une ancienne salle paroissiale) ;
- église Saint-Martin de Beaumont-en-Artois (ancienne commune de Beaumont). Ces églises sont regroupées au sein de la paroisse Sainte-Claire-en-Héninois du diocèse d'Arras ;
- église évangélique baptiste, 45 rue Pierre Brossolette.

Culte musulman :
- Mosquée El Nasr située sur la rue d'Harnes.

## Économie

### Revenus de la population et fiscalité
En 2021, la commune compte 11 239 ménages fiscaux, regroupant 25 459 personnes.
Le revenu fiscal médian par ménage, le taux de pauvreté des ménages et la part des ménages fiscaux imposés de la commune, du département du Pas-de-Calais et de la métropole sont les suivants :
- le revenu fiscal médian par ménage de la commune est de 19 170 €, inférieur à celui du département du Pas-de-Calais (20 720 €) et inférieur à celui de la France métropolitaine (23 080 €)[Insee 7],[Insee 8],[Insee 9] ;
- le taux de pauvreté des ménages de la commune est de 24 %, de 18,4 % au niveau du département et de 14,9 % au niveau de la métropole[Insee 10],[Insee 11],[Insee 12] ;
- la part des ménages fiscaux imposés dans la commune est de 40 %, de 44,1 % au niveau du département et de 53,4 % au niveau de la métropole[Insee 7],[Insee 8],[Insee 9].

En 2014, la ville compte 60 % de non-imposables et 23 % des foyers vivent du RSA. Dans le bassin d'emploi Lens-Hénin, le taux de chômage atteint 17,9 % de la population active, un des plus élevés de France.

### Emploi
|                       | 2010   | 2015   | 2021   |
| --------------------- | ------ | ------ | ------ |
| Commune               | 18,3 % | 19,7 % | 18,9 % |
| Département           | 15,4 % | 17,7 % | 14,7 % |
| France métropolitaine | 11,6 % | 13,7 % | 11,7 % |

En 2021, la population âgée de 15 à 64 ans s'élève à 16 559 personnes, parmi lesquelles on compte 70,5 % d'actifs (57,2 % ayant un emploi et 13,3 % de chômeurs) et 29,5 % d'inactifs,. En 2021, le taux de chômage communal (au sens du recensement) des 15-64 ans est supérieur à celui du département et supérieur à celui de la France métropolitaine.
La commune fait partie du pôle principal de l'aire d'attraction de Lens - Liévin,. Elle compte 12 468 emplois en 2021, contre 12 446 en 2015 et 12 469 en 2010. Le nombre d'actifs ayant un emploi résidant dans la commune est de 9 618, soit un indicateur de concentration d'emploi de 129,6 et un taux d'activité parmi les 15 ans ou plus de 56,5 %.
Sur ces 9 618 actifs de 15 ans ou plus ayant un emploi, 2 592 travaillent dans la commune, soit 27,0 % des habitants. Pour se rendre au travail, 80,8 % des habitants utilisent une voiture, un camion ou une fourgonnette, 8,7 % les transports en commun, 7,4 % s'y rendent en deux-roues, à vélo ou à pied et 3,1 % n'ont pas besoin de transport (travail au domicile).

### Entreprises et commerces
1 495 établissements marchands non agricoles sont économiquement actifs en 2022 à Hénin-Beaumont,,.
| Secteur d'activité                                                                                        | Commune | Commune | Département |
| Secteur d'activité                                                                                        | Nombre  | %       | %           |
| --- | ------- | ------- | ----------- |
| Ensemble                                                                                                  | 1 495   | 100 %   | (100 %)     |
| Industrie manufacturière, industries extractives et autres                                                | 82      | 5,5 %   | (6,8 %)     |
| Construction                                                                                              | 134     | 9,0 %   | (10,6 %)    |
| Commerce de gros et de détail, transports, hébergement et restauration                                    | 512     | 34,2 %  | (29,3 %)    |
| Information et communication                                                                              | 24      | 1,6 %   | (1,9 %)     |
| Activités financières et d'assurance                                                                      | 58      | 3,9 %   | (5,0 %)     |
| Activités immobilières                                                                                    | 39      | 2,6 %   | (4,9 %)     |
| Activités spécialisées, scientifiques et techniques et activités de services administratifs et de soutien | 230     | 15,4 %  | (14,2 %)    |
| Administration publique, enseignement, santé humaine et action sociale                                    | 263     | 17,6 %  | (16,8 %)    |
| Autres activités de services                                                                              | 153     | 10,2 %  | (10,5 %)    |

Le secteur du commerce de gros et de détail,
transports, hébergement et restauration est prépondérant sur la commune puisqu'il représente 34,2 % du nombre total d'établissements de la commune (512 sur les 1495 entreprises implantées  à Hénin-Beaumont), contre 29,3 % au niveau départemental.
Une importante usine agroalimentaire de produits cuisinés à base de volaille et de porc se situe sur la commune (Moy Park (en)).
Certains commerces du centre-ville restent présents malgré l'immense centre commercial de Noyelles-Godault (à 5 minutes) qui ne cesse de s'étendre et qui a vidé le centre-ville de la commune.

## Culture locale et patrimoine

### Lieux et monuments
- L'église Saint-Martin[99], construite dans le style gréco-byzantin sur les plans de Maurice Boutterin (1882-1970) entre 1929 et 1932, afin de remplacer celle détruite par les Allemands en 1917, est classée en totalité, y compris l'ensemble des décors et aménagements intérieurs[100].
- Les deux monuments aux morts, à Hénin et à Beaumont[101].

### Patrimoine culturel
La ville ne comporte pas de musée mais une école d'Arts Plastiques ouverte depuis 1992 à l'Espace Lumière (salle d'art et d'essai) réunissant un fonds d'art contemporain.
Un centre d'animation culturelle nommée L'Escapade qui programme des concerts dans une salle de 250 à 400 places à l'excellente acoustique. Sont également organisées des activités et ateliers divers (cours de guitare, de danse, théatre, cirque etc.) et propose un studio d'enregistrement pour les musiciens et jeunes talents de la région.
Une médiathèque municipale "Gérard Delsaux" rue de l'Abbaye. Livres, CD audio, DVD, photos, magazines, journaux sont à disposition du public, c'est un lieu pour voir, écouter et rencontrer des artistes qui font du théatre, de la danse. Des spectacles, des expositions, des concerts, des ateliers sont aussi programmés.
Un complexe cinématographique, construit à côté du centre commercial Auchan de Noyelles-Godault, il est d'abord un cinéma Gaumont avant de devenir un Cinéville avec douze salles d'exploitation.

### Personnalités liées à la commune

#### Personnalités politiques
- Marie-Noëlle Lienemann, femme politique, élue sur la liste de rassemblement de la gauche aux élections municipales de 2008 de la commune, dont elle devient première adjointe au maire.
- Marine Le Pen, alors présidente du Front national, conseillère municipale de la commune de 2008 à 2010.
- Marine Tondelier, conseillère municipale de la commune depuis 2014, conseillère communautaire et conseillère régionale, secrétaire nationale d'Europe Écologie Les Verts, a grandi et habite toujours à Hénin-Beaumont. Ses grands-parents maternels étaient agriculteurs à Beaumont-en-Artois et ses grands-parents paternels pharmaciens à Hénin-Liétard.

#### Personnalités artistiques et culturelles
- Émile Théodore Frandsen, peintre franco-danois, né en 1902 dans la commune et mort en 1969
- Marie Alloy (1951-), peintre, graveur et éditeur, est née dans la commune.
- Philippe Lefait né le 27 décembre 1953 à Hénin-Liétard, journaliste et présentateur de télévision.
- Bernard Minet, de son vrai nom Bernard Wantier, est un musicien et comédien français du Club Dorothée né le 28 décembre 1953[105] dans la commune.
- Yvette Sauvage, née le 24 novembre 1947 à Hénin-Liétard, metteur en scène française, dramaturge, actrice et auteur de nouvelles[106].
- Louane Emera, née le 26 novembre 1996 dans la commune. Chanteuse, musicienne et actrice (La Famille Bélier).
- Fleury Joseph Crépin, né à Hénin-Liétard le 8 février 1875 et mort à Montigny-en-Gohelle le 10 novembre 1948, peintre français d'art brut.

#### Autres personnalités
- Le 12 juin 1596, sont données à Tolède des lettres d'anoblissement, lettres enregistrées le 13 mai 1597, pour Charles de Cardevacque (ancêtre des marquis d'Havrincourt), seigneur de Beaumont, ancien avocat postulant au conseil d'Artois. Il a rendu des services comme avocat postulant au conseil d'Artois, a contribué lors des derniers troubles d'Arras, à chasser les rebelles de la ville. Ses ancêtres ont vécu noblement, ont pris des alliances dans de bonnes familles, ont servi les rois pendant plusieurs années. Il possède de nombreuses terres et seigneuries pour lesquelles il est exempt de payer le droit de nouvel acquêt, étant donné que son fils est issu de mère noble. À cause des guerres , il a perdu beaucoup de titres et ne peut faire vérifier sa noblesse, d'où la demande de nouvelle déclaration de noblesse. Il prend pour armes « D'hermines au chef de sable »[107].
- Étienne Célestin Enoch (22 novembre 1739 - Hénin-Liétard † 19 mai 1825 - Saint-Denis), évêque concordataire de Rennes de 1805 à 1819.
- Ludovic Breton, né le 28 janvier 1844 à Hénin-Liétard, ingénieur chargé des travaux d'étude de percement des premiers kilomètres du tunnel ferroviaire sous la Manche de 1879 à 1883.
- Jean-Baptiste Douvrin.
- Léonce Bridoux M. Afr., né le 15 janvier 1852 à Hénin-Liétard et mort le 20 octobre 1890 au Tanganyika, est un missionnaire, évêque dans la région des Grands Lacs.
- Marc Blondel (1938-2014), syndicaliste français, petit-fils de mineur, passe son enfance et sa jeunesse à Hénin-Liétard
- Éric Lhote né le 23 octobre 1949 à Henin-Liétard et décédé le 26 mars 2017, joueur de football professionnel, défenseur au Racing Club de Lens de 1968 à 1978 termine sa carrière au Stade héninois en 1980.
- Jean-Paul Bailly, né le 29 novembre 1946 à Hénin-Liétard, dirigeant d'entreprise publique français, président du groupe La Poste depuis 2002.
- Mathieu Bauderlique, boxeur, né en 1989 dans la commune
- Maison de Hénin-Liétard.

### La commune dans les arts et la culture

#### Cinéma
Plusieurs scènes de film sont tournées à Hénin-Beaumont :
- 1968 : L'Enfance nue, film réalisé par Maurice Pialat[108] ;
- 1970 : le réalisateur ukrainien et soviétique Iouri Semenovych Lyssenko (uk), (en russe : Лисенко Юрій Семенович), réalise le film Prisonniers à Beaumont (uk), (en russe : Узники Бомона) au Studio Dovjenko à Kiev. Ce film retrace les activités de résistant de Poryk Vasyl Vasyliovych (uk), (en russe : Порик, Василий Васильевич) dans le camp de prisonniers de Beaumont, maintenant Hénin-Beaumont, pendant la Seconde Guerre mondiale ;
- 1980 : La Femme flic, film réalisé par Yves Boisset avec Miou-Miou ;

- 1988 : La vie est un long fleuve tranquille, film réalisé par Étienne Chatiliez, scènes tournées au collège Jean-Macé[109]
- 2003 : le documentariste Édouard Mills-Affif tourne à Hénin-Beaumont Au pays des Gueules noires : la fabrique du Front national, film visant à témoigner de la percée du Front national dans le bassin minier du Pas-de-Calais[110]. En 2014, il filme Bassin miné afin de poursuivre le travail de décryptage commencé en 2003 et pour faire un bilan de dix ans de percée de l’extrême droite dans la région[111].
- 2017 : Chez nous fin réalisé par Lucas Belvaux, l’action se déroule dans la commune fictive d' « Hénard », nom qui fait allusion à une contraction de l'ancien nom de la commune (Hénin-Liétard).

#### Musique et chanson
- Gauvain Sers écrit une chanson nommée "Hénin-Beaumont" dans laquelle il exprime son désaccord avec la politique de la ville.
- Henri Salvador compose la musique et chante sur des paroles de Maurice Teze le titre "Hénin-Liétard" en 1967
- Les Charlots sortent en 1973 chez Vogue, une chanson intitulée "Hénin-Liétard" paroles et musique Jean Sarrus (acteur) et Gérard Rinaldi )[112]
- Dans Les Guignols de l'info, Marine et Jean-Marie Le Pen parodient le tube de 2006 "Marly-Gomont" de Kamini sous le titre "Hénin-Beaumont" en 2014

### Héraldique, logotype et devise
| Blason de Hénin-Beaumont | Blason  | De sinople au cheval d'argent à la crinière et à la queue de sable, onglé, bridé et sellé de même, passant sur une terrasse voûtée de gueules sommée d'un filet d'argent en forme de croissant versé. Ornements extérieursCroix de guerre 1914-1918. Devise / CriTravail, solidarité, justice. 30 octobre 1914. 27 avril 1917. 2 décembre 1918 |
| Blason de Hénin-Beaumont | Détails | * Il y a là non-respect de la règle de contrariété des couleurs : ces armes sont fautives (gueules sur sinople). Adopté par la municipalité. |

## Pour approfondir

#### Histoire contemporaine
- Gérard Dalongeville, Rose Mafia, Paris, Jacob-Duvernet, 2012, 297 p.  (ISBN 978-2-84724-402-1)
- Martin Leprince et Gérard Dalongeville, Rose Mafia 2 l'enquête, Paris, Jacob-Duverneet, 2012, 300 p.  (ISBN 978-2847244236)
- Gérard Dalongeville, PS je t’aime, moi non plus, Jean-Claude Gawsewitch, 2013, 208 p.  (ISBN 978-2350133669)
- Gérard Dalongeville, Pen perdu, Paris, Jacob-Duvernet, 2013, 207 p.  (ISBN 978-2847244762)
- Marine Tondelier, Nouvelles du Front. La vie sous le Front national - Une élue de l'opposition raconte, Les liens qui libèrent, 2017, 160 p.  (ISBN 979-10-209-0475-1)

#### Bases de données, dictionnaires et encyclopédies
- Ressources relatives à la géographie :   - Insee (communes)
  - Ldh/EHESS/Cassini
- Ressource relative à plusieurs domaines :   - Annuaire du service public français
- Ressource relative à l'audiovisuel :   - France 24
- Ressource relative à la musique :   - MusicBrainz
- Notices dans des dictionnaires ou encyclopédies généralistes :   - Britannica
  - Gran Enciclopèdia Catalana
  - Store norske leksikon
- Notices d'autorité :   - VIAF
  - BnF (données)
  - GND